# Minnesota Chippewa Indijanci
Minnesota Chippewa Indijanci (službeno: Minnesota Chippewa Tribe), naziv za suvremeno pleme Chippewa Indijanaca čije ime obuhvaća Chippewa skupine: a) Zagaakwaandagowininiwag (Nett Lake ili Bois Forte Chippewa koje danas žive na rezervatima Nett Lake Indian Reservation, Deer Creek Indian Reservation i Lake Vermilion Indian Reservation; b) Fond du Lac Chippewa (Nagaajiwanaang) s rezervata Fond du Lac Indian Reservation; c) Grand Portage Chippewa na rezervatu Grand Portage Indian Reservation; d) Leech Lake Chippewa, s rezervata Leech Lake Indian Reservation (Gaa-zagaskwaajimekaag; vidi Gasakaskuatchimmekak); e) Mille Lacs Chippewa s rezervata Mille Lacs Indian Reservation; f) White Earth Chippewa ili Gaa-waakabiganikaag Anishinaabeg s rezervata White Earth Indian Reservation. Ovi posljednji nasatali su preseljenjem Mississippi Chippewa (Gichi-ziibiwininiwag) bandi poznatih kao Gull Lake, Premjestivi Mille Lacs (Removable Mille Lacs Band), Rabbit Lake i Rice Lake.